# Kroatisches Nationaltheater in Varaždin
Das Kroatische Nationaltheater in Varaždin (kroatisch Hrvatsko Narodno Kazalište) wurde zu österreichischer Zeit erbaut.

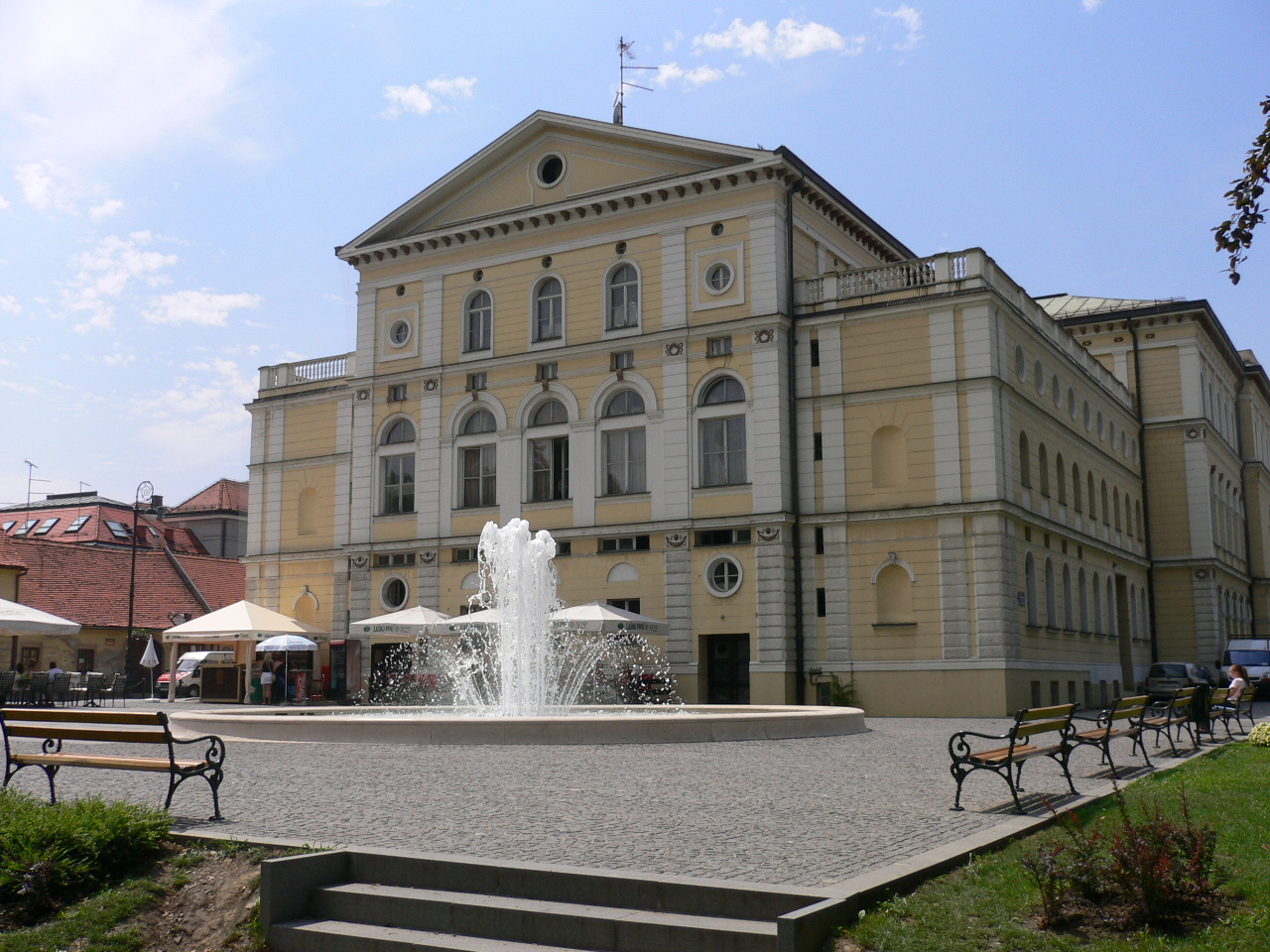
Nationaltheater in Varaždin

## Theatergeschichte
Die Geschichte des Theaterbaus ist eng mit der örtlichen deutschsprachigen Theatergeschichte verbunden. Bis zum Stadtbrand von 1776 war Warasdin Hauptstadt Kroatiens und wurde auch „Klein Wien“ genannt. Nach Wiederaufschwung der Stadt besuchten deutschsprachige Wandertruppen aus Österreich und Deutschland, später auch aus Ungarn den Ort. Aufführungen fanden in der Kapelle der Marienbruderschaft statt. Seit den 1820 bestand auch ein Redoutensaal in einem privaten Haus. Wie in Zagreb (Agram), Osijek (Esseg), und Karlovac (Karlstadt) etablierte sich hier ein deutschsprachiges Theater. Ab 1825 sind Titel der aufgeführten Werke bekannt, z. B. Stücke von Heinrich Kuno.
Im Jahr 1870 fand eines Ausschreibung eines neuen Theaters statt, bei der Ferdinand Fellner  den ersten Preis erhielt. Das Gesamtfassungsvermögen des neuen Theaters betrug 542 Plätze, davon 34 Logen auf zwei Rängen, eine obere Tribüne, 108 Plätze im Parkett und 200 Stehplätze. Die Bühne war vergleichsweise klein und wurde später bei einer umfassenden Renovierung des Theaters in den Jahren 1948 bis 1955 vergrößert.
Das gesamte Mobiliar stellten örtliche Handwerker und kleine Fabriken her. Die Polsterung der Logen, die dekorative Malerei und plastische Ornamente stammen jedoch von Handwerkern aus Maribor (Marburg an der Drau), Wien und Graz.
Nach Forderung kroatisch-patriotischer Kreise sollte zumindest die Eröffnung in kroatischer Sprache stattfinden, wofür eine Aufführung des Zagreber Nationaltheater engagiert wurde. Im Oktober 1873 begann die deutschsprachige Saison unter Olga Stephany. Zwischenzeitlich wurde im Winter 1874 auch in Kroatisch aufgeführt. Erste kroatische Aufführungen von 1898 stellen einen Wendepunkt dar und nach 1904/05 wurde nur noch kroatisch gespielt.

## Bauwerk
Helmers Baukonzeption bestand aus drei Hauptteilen: dem Theater, der Konzerthalle, und Verbindungsbauten, wobei die Mittelachse des Theaters senkrecht zur Mittelachse des Konzertsaals verläuft. Die beiden Säle hatten einen gemeinsamen Hauptraum, ein Vestibül und eine dreiläufige Treppe. Eine zusätzliche kleinere Treppe ermöglichte einen separaten Zugang zu den Theaterrängen. Aus der äußeren Gestaltung des Baus lassen sich die drei Hauptteile gut ablesen. Helmers Entwurfsansatz deutet darauf hin, dass der junge Architekt die Publikationen Schinkels sorgfältig studiert hatte.
Das Theatergebäude wurde auf einem bisher unbebauten, von allen Seiten einsehbaren Platz erbaut. Dementsprechend hat der Bau vier gleichwertige Fassaden zu entwerfen. Die Südfassade ist auf die prominente Ringstraße der Stadt ausgerichtet und hat den Eingang des Theaters, der durch einen Portikus, Balkon, Karyatiden betont. Die Westfassade hat Eingänge zum Restaurant und zum Lesesaal in zwei seitlichen Vorbauten. Diese Vorbauten sind im ersten Stock mit kleinen Balken und im zweiten Stock mit Statuen auf Konsolen verziert und enden in zwei segmentierten Bogengiebeln endeten. An der Ost- und Nordfassade befinden sich die Eingänge zur Hinterbühne und zum Treppenhaus.
Der Innenraum ist deutlich vom Berliner Schauspielhaus von Karl Friedrich Schinkel inspiriert, der als einer der bedeutendsten Theatersäle des 19. Jahrhunderts gilt. In beiden Fällen handelt es sich um rechteckige Säle, die an der Schmalseite, gegenüber der Bühne, durch drei Eingänge erschlossen werden und deren Deckenkassetten diagonal zur Hauptachse des Gebäudes angeordnet sind. Beide Säle waren mit Galerien ausgestattet, wobei der Schinkelsaal an den Seitenwänden vorspringende Balkone hat, während der Warasdiner Saal an den Schmalseiten durch eine Säulenreihe abgeschirmte Galerien hat und nur an drei Seiten von Arkadengalerien umgeben ist.
Die Decke des Theatersaals ist mit einem geometrischen Motiv verziert. Die dominierenden Farben des Zuschauerraums waren Rot, Weiß und Gold. Die Innengestaltung wurde offenbar aus Kostengründen schlicht gehalten. Das Deckenfresko im Haupttreppenhaus wurde erst in den 1960er Jahren angebracht. Der Konzertsaal, der auch als Ballsaal diente, wurde etwa reicher ausgestattet. Die bossierten und bemalten Wanddekorationen waren in Gold- und Pastelltönen gehalten, während das Lüftungssystem in der Kassettendecke versteckt war.